# كاليفورنيا العليا
كاليفورنيا العليا أو ألتا كاليفورنيا، كانت مقاطعة من إسبانيا الجديدة ، تأسست رسميًا في عام 1804. كانت تتألف المنطقة من شبه جزيرة باخا كاليفورنيا ومقاطعة الكاليفورنيس. بعد حرب الاستقلال المكسيكية أصبحت إقليمًا مكسيكيًا في أبريل 1822. وشملت المنطقة جميع الولايات الأمريكية الحديثة كاليفورنيا ونيفادا ويوتا وأجزاء من أريزونا ووايومنغ وكولورادو ونيو مكسيكو.
لم تستعمر أي من إسبانيا أو المكسيك المنطقة الواقعة خارج المناطق الساحلية الجنوبية والوسطى لولاية كاليفورنيا الحالية ومناطق صغيرة من ولاية أريزونا الحالية لذلك لم يمارسوا أي سيطرة فعلية على كاليفورنيا الحديثة شمال منطقة سونوما. ظلت معظم المناطق الداخلية مثل سنترال فالي وصحاري كاليفورنيا في حيازة الشعوب الأصلية بحكم الأمر الواقع حتى وقت لاحق في العصر المكسيكي عندما بدأ منح الأراضي الداخلية، وخاصة بعد عام 1841 عندما بدأ المهاجرون البريون من الولايات المتحدة في الاستقرار في الداخل المناطق.
توقفت كاليفورنيا العليا عن الوجود كتقسيم إداري منفصل عن باجا كاليفورنيا في عام 1836، عندما أعادت إصلاحات سيت لايز الدستورية في المكسيك تأسست الكاليفورنيس مما منحها (في بعض النواحي) مزيدًا من الاستقلالية. تم التنازل عن معظم المناطق التي كانت تتألف سابقًا من كاليفورنيا العليا إلى الولايات المتحدة في معاهدة جوادالوب هيدالجو التي أنهت الحرب المكسيكية الأمريكية في عام 1848. بعد ذلك بعامين انضمت كاليفورنيا إلى الاتحاد باعتبارها الولاية الحادية والثلاثين. أصبحت أجزاء أخرى من كاليفورنيا العليا أيضًا كل أو جزء من ولايات نيفادا ويوتا وأريزونا وكولورادو ووايومنغ.

## الاستعمار الإسباني
أنشأ المبشرون اليسوعيون والفرنسيسكان بين عامي 1683 و1834 سلسلة من المستوطنات الدينية في المنطقة بين باها كاليفورنيا اليوم وباها كاليفورنيا سور إلى كاليفورنيا الحالية. أصدر الكورتيس (الهيئة التشريعية) لإسبانيا الجديدة مرسومًا في عام 1813 للعلمنة الجزئية والتي أثرت على جميع البعثات في أمريكا وكان من المقرر تطبيقها على جميع المستوطنات التي عملت لمدة عشر سنوات أو أكثر؛ ولكن لم يطبق المرسوم في ولاية كاليفورنيا. بحث دون فرناندو سانشيز سلفادور في المقترحات السابقة واقترح منطقة نهري جيلا وكولورادو مواقع للقلاع التي تمنع الفرنسيين أو الإنجليز من احتلال مونتيري وغزو سواحل كاليفورنيا المجاورة التي تقع عند مصب نهر الكرمل. لم يكن الوصول إلى كاليفورنيا العليا سهلًا فقد قطعت الطرق البرية بالصحاري وغالبًا بالسكان الأصليون المعادين وتتعارض الطرق البحرية مع التيارات الجنوبية في شمال شرق المحيط الهادئ. ولم يكن لدى إسبانيا الجديدة الموارد الاقتصادية ولا السكان لاستيطان هذه المناطق الشمالية البعيدة.
أحيي الاهتمام الإسباني باستعمار كاليفورنيا العليا بعد زيارة خوسيه دي غالفيز كجزء من خططه لإعادة تنظيم حكم المقاطعات الداخلية بالكامل ودفع الاستيطان الإسباني إلى الشمال. أسس الراهب الفرنسيسكاني خونيبيرو سيرا وغاسبار دي بورتولا أول بعثة تبشيرية في كاليفورنيا العليا في سان دييغو عام 1769. وفي العام التالي، 1770، تأسست البعثة الثانية في مونتيري. استقرت إسبانيا أيضًا في منطقة كاليفورنيا مع عدد من الكاثوليك الأفارقة ومولاتو.

## الحكم الإسباني

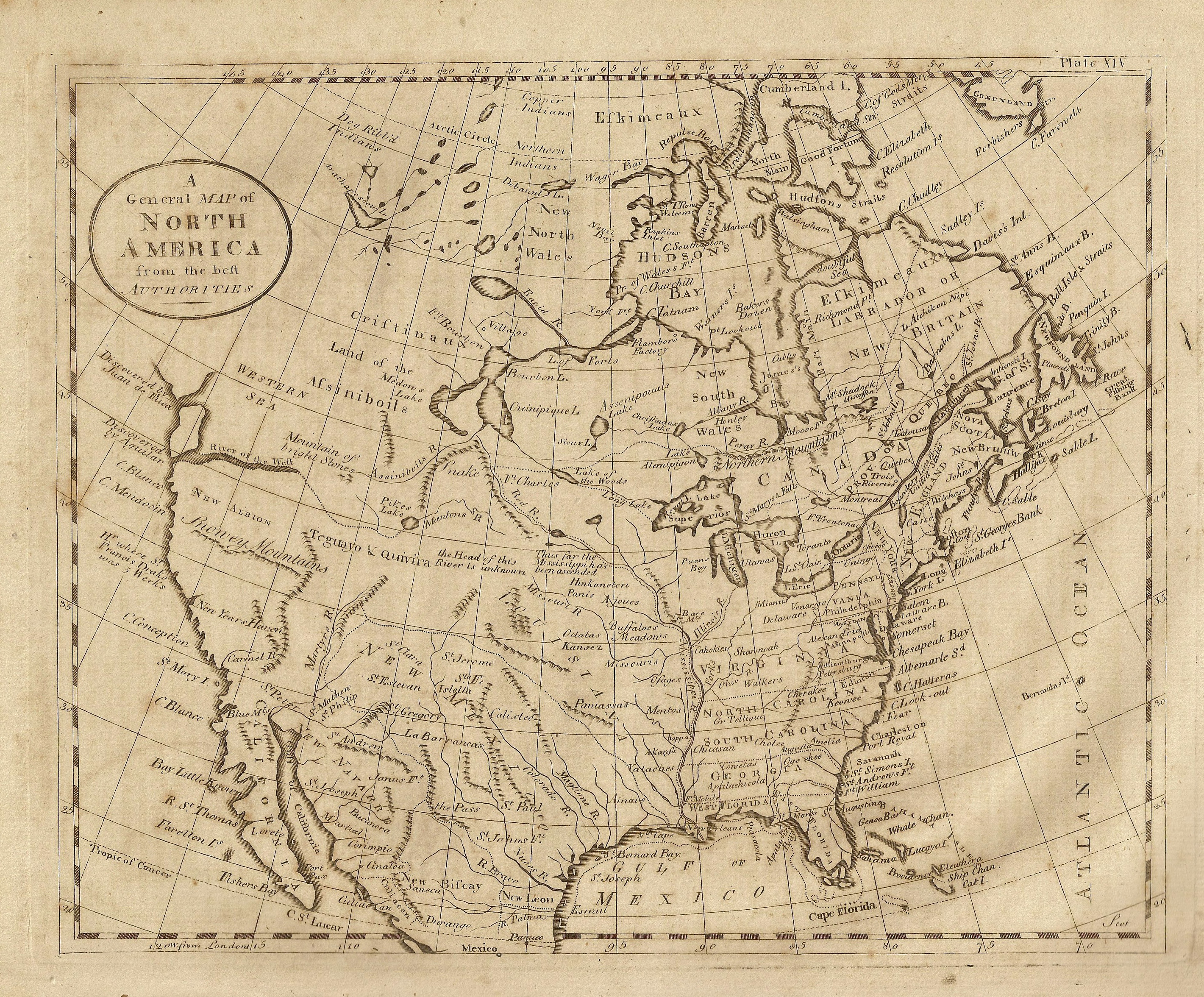
خريطة أمريكا الشمالية تظهر كاليفورنيا عندما كانت جزءا من إسبانيا الجديدة. خريطة مؤرخة عام 1789 من دوبسون الموسوعة.

بموجب القانون، كانت أراضي البعثة والممتلكات تنتقل إلى السكان الأصليين بعد حوالي عشر سنوات، عندما يصبح السكان الأصليون رعايا إسبان. في الفترة الانتقالية، كان على الفرنسيسكان أن يحتفظو بالأرض كضمان للسكان الأصليين. ولكن طالت سيطرة الفرنسيسكان على أراضي البعثات حتى بعد انتقال السيطرة من إسبانيا إلى المكسيك، واستمروا في إدارة الأرض حتى أعلنت العلمنة بدءًا من عام 1833. ولم يحدث نقل الملكية أبدًا في ظل الفرنسيسكان.
مع تزايد عدد المستوطنين الإسبان في كاليفورنيا العليا، أصبحت الحدود والموارد الطبيعية المخصصة للبعثة محل نزاع. نشأت صراعات بين التاج والكنيسة وبين السكان الأصليين والمستوطنين. ناقش البيروقراطيون الحكوميون والكنسيون سلطة الإرساليات. أرسل الكهنة الفرنسيسكان التابعون لبعثة سانتا كلارا دي أسيس عريضة إلى الحاكم في عام 1782 ذكر فيها أن إرسالية الهنود يمتلكون الأرض والماشية ويمثلون أولون ضد المستوطنين الإسبان في سان خوسيه المجاورة. وذكر القساوسة أن مواشي المستوطنين تسببت في إتلاف محاصيل الهنود وأن مواشي المستوطنين اختلطت أيضًا بالماشية التي تعود لإرسالية الهنود مما تسبب في خسائر. لقد دافعوا عن السماح للسكان الأصليين بامتلاك الممتلكات والحق في الدفاع عنها.
في عام 1804، بسبب نمو السكان الإسبان في المستوطنات الشمالية الجديدة، قسمت مقاطعة لاس كاليفورنياس جنوب سان دييغو. يعود الفضل إلى الحاكم دييغو دي بوريكا في تحديد الحدود العليا) والسفلى الرسمية لولاية كاليفورنيا.
أنشأت معاهدة آدمز-أونيس في عام 1819، بين الولايات المتحدة وإسبانيا، الحد الشمالي لكاليفورنيا العليا عند خط عرض 42 درجة شمالًا ، والتي لا تزال الحدود بين ولايات كاليفورنيا ونيفادا ويوتا (الجنوب) وولايات أوريغون وأيداهو (شمال) حتى يومنا هذا. حصلت المكسيك على استقلالها عام 1821، وأصبحت كاليفورنيا العليا إقليمًا مكسيكيًا في العام التالي.

## رانتشوس
كافأت الحكومات الإسبانية والمكسيكية لاحقًا للجنود المتقاعدون بمنحهم أراضي كبيرة، تُعرف باسم رانتشوس، لتربية الماشية والأغنام. كانت الجلود والشحوم من الماشية هي الصادرات الرئيسية لولاية كاليفورنيا حتى منتصف القرن التاسع عشر. قام الأمريكيين الأصليين بالبناء وتربية المواشي والعمل المنزلي في هذه العقارات الشاسعة في البداية، ثم تعلموا التحدث بالإسبانية وركوب الخيل. ماتت نسبة كبيرة من سكان كاليفورنيا الأصليين بسبب الأمراض الأوروبية. في ظل الحكم الإسباني والمكسيكي ازدهرت الرانتشوس ونمت.

## المكسيك المستقلة

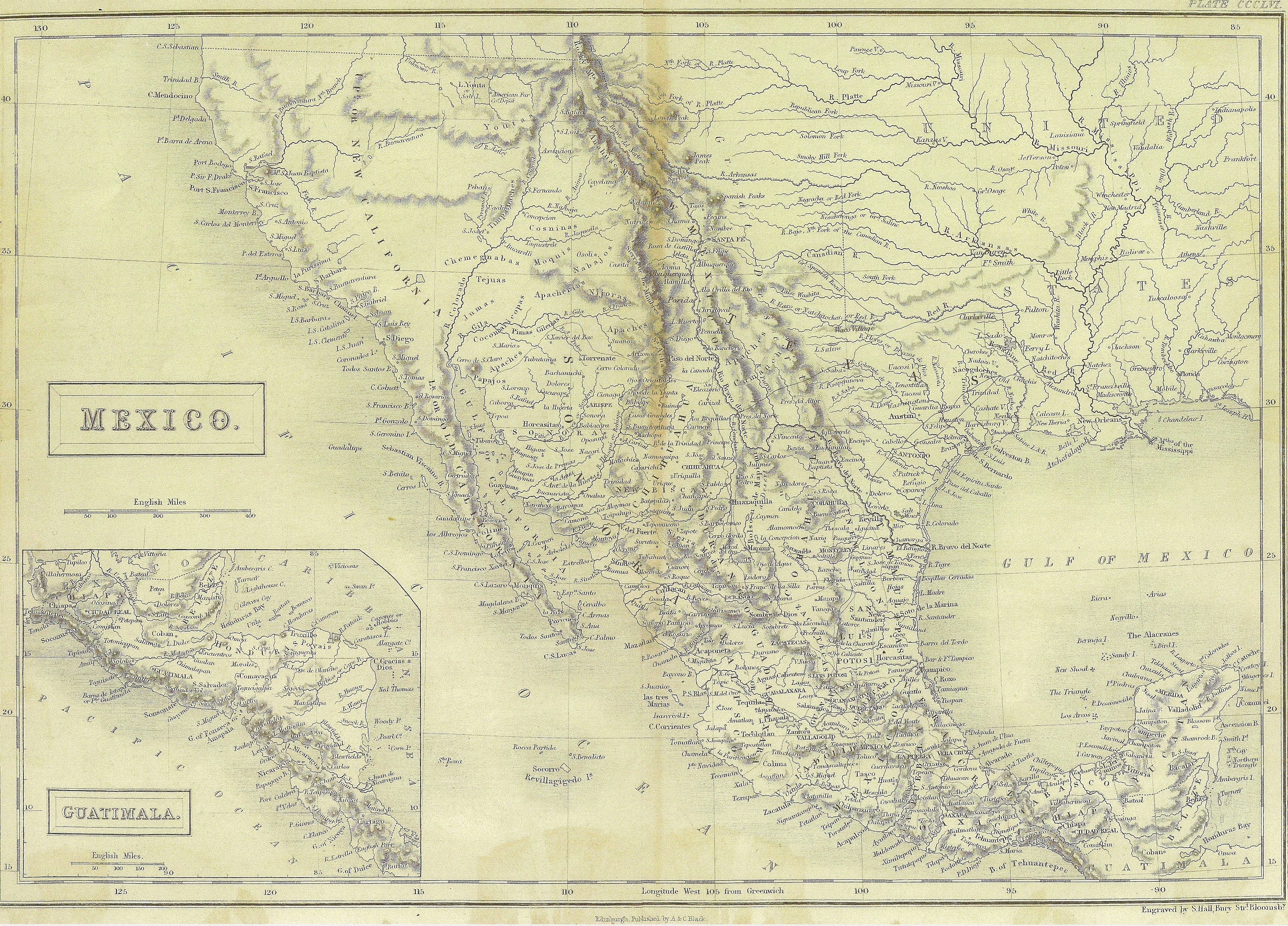
المكسيك عام 1838. من طبعة بريتانيكا السابعة

حصلت المكسيك على استقلالها عن إسبانيا في 24 أغسطس 1821عند انتهاء حرب الاستقلال المكسيكية التي استمرت عقدًا من الزمان. بصفتها الدولة التي خلفت نائب الملك في إسبانيا الجديدة، أصبحت كاليفورنيا العليا وباها كاليفورنيا أقاليم مكسيكية تلقائيًا. أنشئت أول هيئة تشريعية لولاية كاليفورنيا في 9 نوفمبر 1822. مع إنشاء حكومة الجمهورية في عام 1824 لم يعترف بكاليفورنيا العليا مثل العديد من المناطق الشمالية، بها كواحدة من الولايات المكونة للمكسيك بسبب قلة عدد سكانها. أشار دستور المكسيك 1824 إلى كاليفورنيا العليا على أنها إقليم.
فرضت قوانين الحكومة المركزية دون اعتبار كبير للظروف المحلية مثل قانون العلمنة المكسيكي لعام 1833، مما تسبب في حدوث احتكاك بين الحكام والشعب.
ألغت المكسيك الدستور الفيدرالي لعام 1824 في عام 1836 واعتمدت نظام مركزي أعاد توحيد كاليفورنيا العليا وباها كاليفورنيا في إدارة واحدة في كاليفورنيا. ولكن كان للتغيير تأثير عملي ضئيل على منطقة كاليفورنيا العليا البعيدة.
وصل الاحتكاك إلى ذروته في عام 1836، عندما قاد خوان باوتيستا ألفارادو ، المولود في مونتيري، ثورة ضد دستور عام 1836، واستولى على مونتيري من الحكام نيكولاس جوتيريز. أدت تصرفات ألفارادو تقريبًا إلى اندلاع حرب أهلية مع القوات الموالية المتمركزة في لوس أنجلوس. بعد فترة غير مستقرة وافق ألفارادو على دستور عام 1839 وعينته الإدارة المكسيكية ليكون حاكمًا على المنطقة من 1837 إلى 1842. تبعه حكام كاليفورنيا الآخرون بما في ذلك كارلوس أنطونيو كاريو وبيو بيكو. ثم تبعهم مانويل ميتشيلتورينا، بعد تمرد آخر في عام 1845. تم استبدال ميتشيلتورينا ببيو بيكو، أخر حاكم مكسيكي لولاية كاليفورنيا، والذي خدم حتى عام 1846 عندما بدأ الاحتلال العسكري الأمريكي.

## الحرب المكسيكية الأمريكية

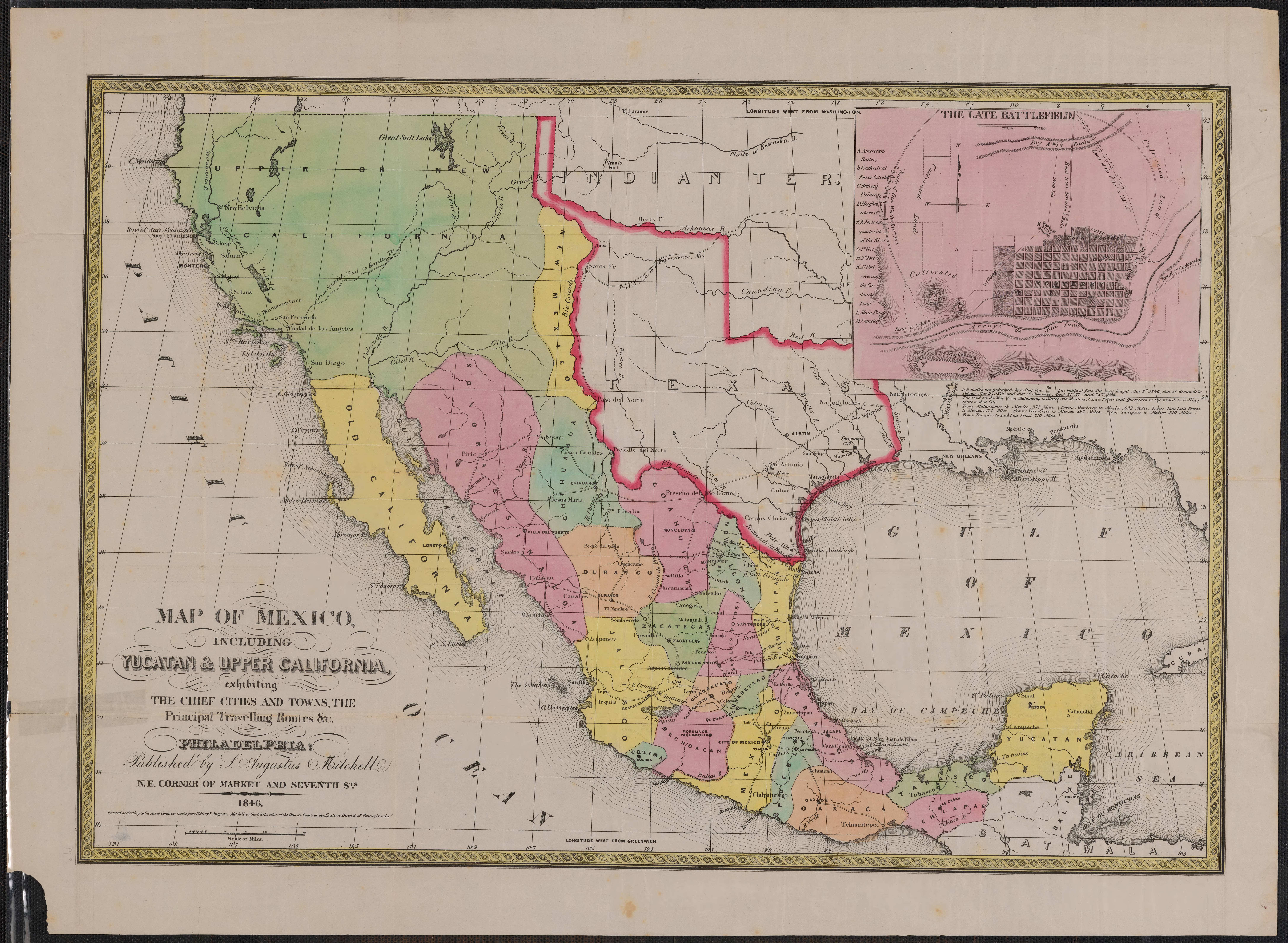
خريطة المكسيك. أغسطس ميتشل، فيلادلفيا، 1847.

في العقود الأخيرة من الحكم المكسيكي، استقر المهاجرون الأمريكيون والأوروبيون في كاليفورنيا العليا السابقة. استقر أولئك المهاجرون بشكل أساسي في جنوب كاليفورنيا في المستوطنات الساحلية القائمة. وشكلوا في شمال كاليفورنيا مستوطنات جديدة في الداخل، خاصة في وادي ساكرامنتو، وركز هؤلاء المهاجرون على الحصول على الفراء والزراعة.
بعد ضم تكساس إلى الولايات المتحدة في عام 1846، حمل المستوطنون الأمريكيون في شمال كاليفورنيا الداخلية السلاح، واستولوا على بلدة سونوما المكسيكية، وأعلنوا الاستقلال هناك باسم جمهورية كاليفورنيا. في الوقت نفسه بدأت الحرب بين الولايات المتحدة والمكسيك ودخلت القوات البحرية الأمريكية كاليفورنيا العليا واستولت على مدينتي مونتيري وسان فرانسيسكو المينائيتين الشماليتين. لم تعترف أي دولة أبدًا بجمهورية كاليفورنيا وظلت موجودة أقل من شهر واحد، ولكن علمها (علم الدب) بقي كعلم ولاية كاليفورنيا.
بعد استيلاء البحرية الأمريكية على مدن جنوب كاليفورنيا شكلت كاليفورنيا وحدات غير نظامية انتصرت في حصار لوس أنجلوس وبعد وصول جيش الولايات المتحدة حدثت معركة سان باسكوال ومعركة دومينغيز رانشو. ولكن هُزمت كاليفورنيا في المواجهات اللاحقة، معارك ريو سان غابرييل ولا ميسا. استسلمت كاليفورنيا الجنوبية رسميًا بتوقيع معاهدة كاهوينجا في 13 يناير 1847. بعد سبعة وعشرين عامًا كجزء من المكسيك المستقلة، تم التنازل عن كاليفورنيا للولايات المتحدة في عام 1848 بتوقيع معاهدة جوادالوب هيدالجو. دفعت الولايات المتحدة للمكسيك 15 مليون دولار مقابل الأراضي التي تم التنازل عنها.

## الحكام الإسبان
- 1804 - 25 يوليو 1814 خوسيه خواكين دي أريلاجا
- 25 يوليو 1814 - 15 أغسطس 1815 خوسيه داريو أرغويلو (بالوكالة)
- 15 أغسطس 1815 - 11 أبريل 1822 بابلو فيسنتي دي سولا

للحكام المكسيكيين. انظر قائمة حكام كاليفورنيا قبل عام 1850.

## الأعلام التي حلقت فوق كاليفورنيا
| Cross of Burgundy flag of New Spain          | الإمبراطورية الأسبانية، ربما نقله المستكشف البرتغالي جواو رودريغيز كابريلو في 1542، عند دخول خليج سان دييغو، ومن قبل بعثة بورتولا التي أسست مستعمرة كاليفورنيا العليا في عام 1769. |
| St George's Cross flag of England            | صليب القديس جرجس، يونيو 1579، رحلة للهند الذهبي تحت الكابتن فرانسيس دريك في بوديغا باي، تومالس خليج، البط خليج أو بولينس باي (المكان المحدد المتنازع عليها). |
| Flag of Spain (1785–1873)                    | أكتوبر 1775، وسونورا في خليج بوديجا، تحت قيادة الملازم خوان فرانسيسكو دي لا بوديغا ذ كوادرا حتى عام 1821، عندما نالت أسبانيا الجديدة استقلالها عن الإمبراطورية الإسبانية. |
| Variant flag of Russia                       | علم الشركة الروسية الأمريكية، بواسطة إيفان ألكساندروفيتش كوسكوف، مؤسس فورت روس، ومديرها الاستعماري 1812-1821. سيطرت الشركة الروسية الأمريكية على جزء صغير فقط من الساحل الشمالي لكاليفورنيا، بينما أعترف دبلوماسيًا بالمنطقة بأكملها على أنها أراضي مكسيكية. انتهى وجود الشركة عندما باع الروس فورت روس في عام 1841 لجون سوتر، وبعد ذلك غادروا المنطقة في عام 1842. |
| Flag of Argentina                            | على متن سفينة من الأرجنتين، من قبل هيبوليت بوشار، القرصان المولود في فرنسا هاجم خليج مونتيري من 24 نوفمبر - 29 نوفمبر 1818، من أجل إزعاج إسبانيا، التي حكمت الأرجنتين. طالب بوشار بكاليفورنيا نيابة عن الأرجنتين، ولكن لم يعترف بهذا الادعاء حتى من قبل الحكومة الأرجنتينية.                                                                                       |
| Flag of the First Mexican Empire (1821–23)   | الإمبراطورية المكسيكية الأولى، 24 أغسطس 1821، المكسيك تحت حكم الإمبراطور أوغستين دي إتوربيدي (أكتوبر 1822، الوقت المحتمل لرفع العلم الجديد في كاليفورنياا) حتى 1823. |
| Flag of the United Mexican States (1823–64)  | الولايات المكسيكية المتحدة العسكرية، من عام 1823 حتى 13 يناير 1847، في لوس انجلوس. |
| 1836 California Lone Star Flag               | علم كاليفورنيا، لبضعة أشهر في عام 1836، عندما أعلن انقلاب ألفارادو الاستقلال عن المكسيك (إعلان الاستقلال متاح على ويكي مصدر). |
| Bear Flag of the California Republic         | علم الدب جمهورية كاليفورنيا، من 14 يونيو 1846، في سونوما حتى 9 يوليو 1846. أعلن المواطنون الأمريكيون الذين استقروا في المنطقة (في وادي نهري ساكرامنتو وسان جواكين) عن جمهورية كاليفورنيا. لم يعترف رسميًا بوجود الجمهورية من قبل أي حكومة أخرى. |
| 28-star flag of the United States of America | الولايات المتحدة الأمريكية، 9 يوليو 1846. أنظر تاريخ كاليفورنيا. |

## في الثقافة الشعبية
- في النصف الثاني من القرن 19 كانت سان فرانسيسكو مقر صحيفة تسمى كاليفورنيا العليا اليومية. نشرت أول كتاب ناجح لمارك توين الأبرياء في الخارج.
- في فيلم قناع زورو عام 1998 يخطط الحاكم السابق الخيالي دون رافائيل مونتيرو لشراء المنطقة من المكسيك لإنشاء جمهورية مستقلة، تقابل تقريبًا كاليفورنيا العليا التاريخية.
- قدم كتاب كارل باركس دونالد داك في كاليفورنيا! لمحة عن حياة كاليفورنيا.

## قراءة إضافية
- بيب، روز ماري (2001). أراضي وعد واليأس: ناصعة في وقت مبكر كاليفورنيا، 1535-1846. بيركلي: ذروة الكتب. ISBN 1-890771-48-1
- فينك أوغوستا (1972). مونتيري، وجود الماضي. سان فرانسيسكو، كاليفورنيا: وقائع الكتب. ISBN 978-87-7010-720-4
- ميليكان، راندال (1995). الوقت من خيار: تفكك الثقافة القبلية في منطقة خليج سان فرانسيسكو 1769-1910. Menlo Park, CA: Ballena الصحافة والنشر. ISBN 0-87919-132-5

## وصلات خارجية
- Worldstatesmen.org: مقاطعات إسبانيا الجديدة
- كاليفورنيا العليا المنح في جامعة كاليفورنيا في المكتبة نظام Calisphere
- الأراضي المكسيكية المنح من مقاطعة سانتا كلارا نسخة محفوظة 22 مايو 2016 على موقع واي باك مشين. في جامعة كاليفورنيا، بيركلي، وعلوم الأرض وخريطة المكتبة